# بنت ديديريكسن
بنت ديديريكسن (بالدنماركية: Bent Dideriksen)‏ هو لاعب كرة قدم دنماركي، ولد في 16 يوليو 1931.

## وصلات خارجية
- بنت ديديريكسن على موقع قاعدة بيانات كرة القدم.إي يو (الإنجليزية)
- بنت ديديريكسن على موقع ناشيونال فوتبول تيمز (الإنجليزية)
- بنت ديديريكسن على موقع عالم كرة القدم.نت (الإنجليزية)